# الثلاثاء

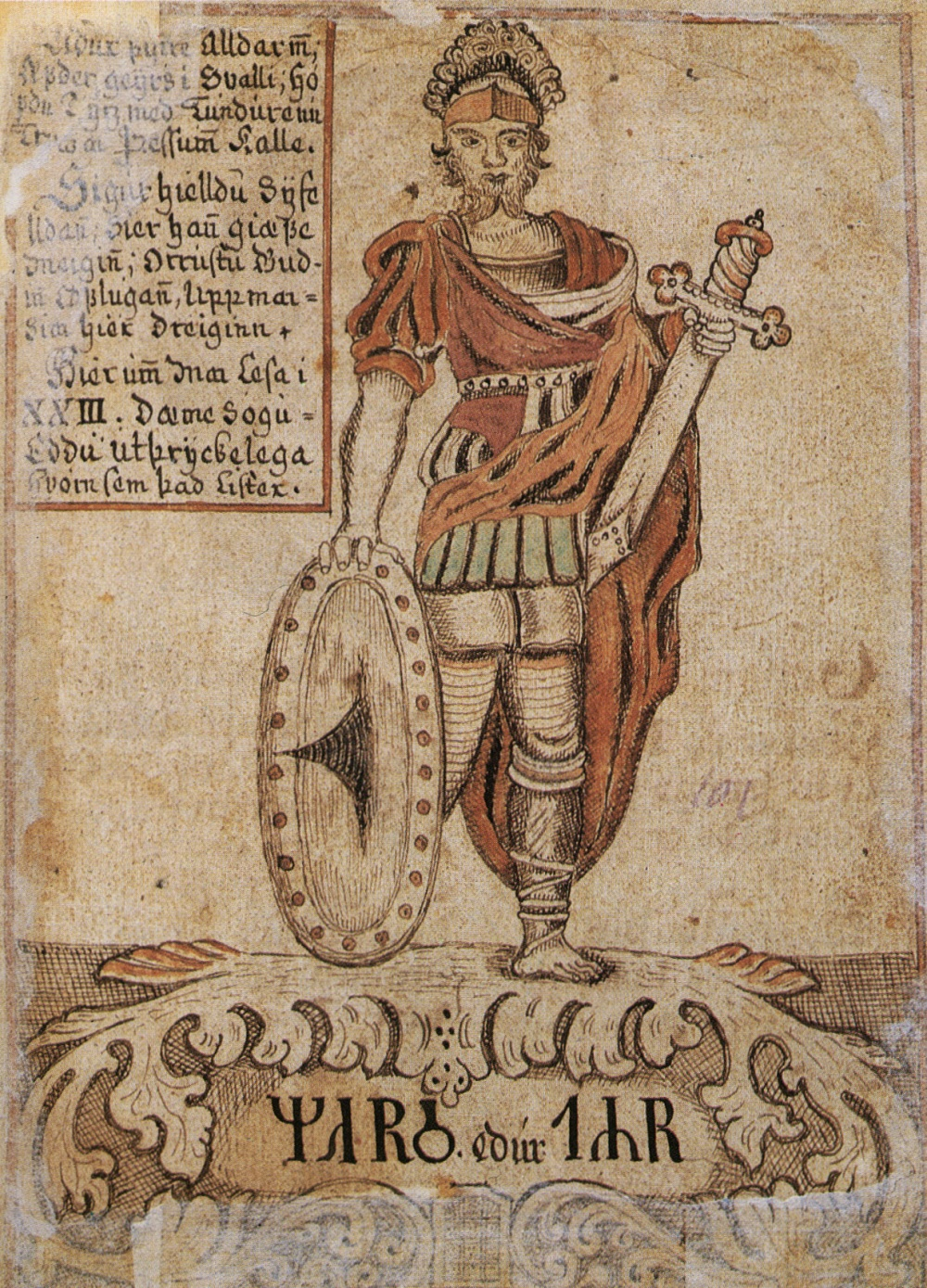

الثُّـلَاثَاء و تكتب الثُّلَثَاء يوم من أيام الأسبوع، بين الاثنين والأربعاء. هو ثالث أيام الأسبوع. مأخوذ من الرقم ثلاثة، وكان اسمه جُبَار في الجاهلية.